# Trölladyngja (vulkan)
Trölladyngja är en vulkan i republiken Island. Den ligger i regionen Norðurland eystra, 230 km öster om huvudstaden Reykjavík. Toppen på Trölladyngja är 1 410 meter över havet, eller 548 meter över den omgivande terrängen. 

## Beskrivning
Trölladyngja den största sköldvulkanen på Island, belägen i norra Vatnajökulls nationalpark på höglandet. Trölladyngjas höjd över havet är 1 468 meter och höjden vid dess fot är cirka 600 meter. Dess avlånga krater är 1 500 meter lång och 100 meter djup.